# AMC Gremlin
Az AMC Gremlin az amerikai American Motors Corporation (AMC) autógyár által gyártott személyautó volt az 1970-es években. 1970 áprilisától 1978-ig gyártották, és ezalatt az idő alatt 671,475 darab készült belőle az Amerikai Egyesült Államokban és Kanadában.

## Története
Az American Motors vezetői tudták, hogy a Ford és a General Motors az 1971-es modellévtől kezdődően új, subcompact kategóriájú autókat fog piacra dobni, de az American Motors nem rendelkezett a szükséges pénzügyi háttérrel ahhoz, hogy egy teljesen új fejlesztésű konkurens modellel álljon elő ebben a kategóriában. Richard A. Teague, AMC vezető tervezője azt megoldást találta ki erre a problémára, hogy az AMC Javelin hátsó részének a levágásával tervezett egy új modellt. A eredmény az AMC AMX-GT volt, amit 1968 áprilisában mutattak be New York International Auto Show-n. Az AMX-GT-t azonban később sohasem gyártották, jóllehet az "AMC AMX" nevet használták később 1968 és 1970 között a Javelin rövidebb, kétüléses verziójának a jelölésére.
A AMX-GT helyett az AMC új, subcompact kategóriájú autója a 2743 mm tengelytávval rendelkező, compact kategóriájú AMC Hornet alapján készült és Bob Nixon, a későbbi vezető tervező készítette. A Gremlin számára ez a tengelytáv 2438 mm-re lett rövidítve, és az autó teljes hossza 4547 mm-ről 4089 mm-re változott. A Gremlin volt az AMC "merész és innovatív válasza" arra két közelgő kihívásra, ami az amerikai autóipar előtt állt: a csökkenő olajkészletek problémájára és a gazdaságosabb üzemanyag-felhasználású import autók egyre sikeresebb eladási adatai által jelzett veszélyre.
Az orrtól az üléstámlákig terjedő elülső része a Gremlinnek tulajdonképpen megegyezett a Hornettel, de a rövidebbre vett tengelytáv és a kocsi hosszának a csökkentése következtében a hátsó ülések és az azok előtti lábtér minimális lett. A csomagtér kisebb volt, mint a Volkswagen Bogárban, jóllehet a lehajtható hátsó ülésekkel a csomagtér több mint a duplájára volt bővíthető. Az autó hátsó részének "Kammback-típusú" levágása lett az olyan viccek okozója, minthogy "mi történt az autód többi részével?" Mégis átvették ezt a megoldást később más subcompact kategóriájú autók is, mint például a Chevrolet Vega kombi, hiszen a belső tér megmaradt és légellenállási szempontból is hatékony volt.
A Gremlin két verzióban volt kapható: egy "sima" kétüléses modellként fix hátsó ablakkal, amit elsősorban az import autók konkurensének szántak 1879 dolláros ajánlott kiskereskedelmi árával, és egy négyüléses modellként felnyitható "hatch" hátsó ablakkal 1959 dollárért. Tekintettel arra, hogy a Volkswagen Bogár versenytársának szánták, a Gremlin stílusa is elég egyedi volt ahhoz, hogy semmi mással ne lehessen összetéveszteni az utakon.